# Кораблино
Кораблино (рус. Кораблино) град је у Русији у Рјазањској области. Према попису становништва из 2010. у граду је живело 12658 становника.

## Становништво
| 1959. | 1970.  | 1979.  | 1989.  | 2002.  | 2010.  |
| ----- | ------ | ------ | ------ | ------ | ------ |
| 5.265 | 13.131 | 14.789 | 15.349 | 14.690 | 12.658 |